# Aeronca L
El Aeronca L fue un monoplano de cabina cerrada estadounidense de los años 30 del siglo XX, diseñado y construido, en pequeñas cantidades, por Aeronca Aircraft.

## Desarrollo y diseño
Difería considerablemente de los otros aviones de Aeronca por el uso de motores radiales carenados y por poseer un ala baja cantilever.
Bastante diferente a otros diseños de la compañía, el Model L era un monoplano de ala baja cantilever (sin montantes exteriores para el arriostramiento), que presentaba asientos lado a lado en una cabina completamente cerrada. El diseño reflejaba la gran atención prestada a la aerodinámica en la época, incluyendo grandes carenados para el tren de aterrizaje fijo y un anillo Townend para los cilindros del motor. El avión era de construcción mixta, con fuselaje de acero soldado y alas de largueros y costillas de abeto, todo recubierto de tela.
Los intentos iniciales de usar los propios motores de Aeronca se probaron inadecuados, y la compañía se decidió por pequeños motores radiales de otros proveedores (particularmente del vecino fabricante de motores LeBlond de Cincinnati).

## Variantes
Aeronca LA
Versión inicial con motor LeBlond 5DE de 70 cv, certificado de tipo ATC-596, 12 construidos
Aeronca LW
Versión del LA con motor Aeronca L-113, 1 construido
Aeronca LB
Versión con motor LeBlond 5DF de 85 cv; 28 construidos
Aeronca LC
Versión con motor Warner Scarab Junior de 90 hp, 24 construidos
Aeronca LCS
Versión del LC con flotadores, 1 construido
Aeronca LD
Versión con motor radial de cinco cilindros Lambert R-266 de 90 cv

## Historia operacional
El Model L fue volado principalmente por pilotos privados. No tuvo grandes ventas. Las dificultades para conseguir motores, y una destructiva inundación en la fábrica de Aeronca del Lunken Airport en Cincinnati, en 1937, le quitaron fuerza al programa, y Aeronca volvió a los aviones ligeros de ala alta. Con el fin de las ventas a Aeronca, LeBlond vendió su negocio de fabricación de motores a un rival de Aeronca, Rearwin Aircraft de Kansas City, que reanudó la producción de motores bajo la marca "Ken-Royce", usados ampliamente en los aviones Rearwin.

## Supervivientes
- El EAA AirVenture Museum de Oshkosh (Wisconsin) tiene un Aeronca LC de 1937 en su colección.[3]
- Un Model L está localizado en el Florida Air Museum de Lakeland (Florida), hogar del Sun N Fun Fly-In.
- El Museo Occidental de Aviones y de Automóviles Antiguos, de Hood River (Oregón), tiene un Aeronca LC en estado de vuelo. El Aeronca LB N16271 está en la etapa final de su restauración (enero de 2015); el Aeronca LC NC17442 (cn 2056) también está en exhibición en el Museo.[4]
- El Aeronca LB N16262 está bajo restauración por Bedrock Aero LTD en Zanesville (Ohio) (enero de 2015).

## Especificaciones (Model LC)
Referencia datos: EAA

### Características generales
- Tripulación: 1 piloto
- Capacidad: 1 pasajero
- Longitud: 6,9 m
- Envergadura: 10,9 m
- Altura: 2,1 m
- Superficie alar: 13,9 m²
- Perfil alar: NACA 2218 (raíz), NACA 2209 (punta alar)
- Peso vacío: 469 kg
- Peso cargado: 762 kg
- Peso útil: 298,9 kg
- Peso máximo al despegue: 850 kg
- Planta motriz: 1×  Warner Scarab Junior.
  - Potencia: 67 kW (92 HP; 91 CV)

### Rendimiento
- Velocidad nunca excedida (Vne): 198 km/h
- Velocidad crucero (Vc): 169 km/h
- Velocidad de entrada en pérdida (Vs): 77,2 km/h
- Alcance: 860 km
- Techo de vuelo: 3.657,6 m (12.000 pies)